# Chrysops parvulus
Chrysops parvulus är en tvåvingeart som beskrevs av Daecke 1907. Chrysops parvulus ingår i släktet Chrysops och familjen bromsar. Inga underarter finns listade i Catalogue of Life.